# Glauconycteris egeria
Glauconycteris egeria — вид ссавців родини лиликових. 

## Проживання, поведінка
Країна поширення: Камерун, Центральноафриканська Республіка, Уганда. Зібрані в щільних вторинних тропічних лісах низовини і вздовж лісових доріг.

## Загрози та охорона
Загрози для цього виду не відомі. Може бути присутній в охоронних територіях.